# 伍善
伍善（1420年—？），字元吉，四川重慶府合州人，明朝政治人物。

## 生平
景泰二年（1501年）辛未科進士。曾任監察御史，性剛介，曾彈劾中官李寶叛逆，總兵石亨擅權，左遷。卒于官。

## 家族
曾祖伍省二；祖伍文貴；父伍仕敏；母董氏。